# Molophilus hilaris
Molophilus hilaris är en tvåvingeart som beskrevs av Alexander 1923. Molophilus hilaris ingår i släktet Molophilus och familjen småharkrankar. Inga underarter finns listade i Catalogue of Life.